# Diospyros tepu
Diospyros tepu är en tvåhjärtbladig växtart som beskrevs av B. Walln. Diospyros tepu ingår i släktet Diospyros och familjen Ebenaceae. Inga underarter finns listade i Catalogue of Life.